# 新羽島站
新羽島站（日语：／ Shin-Hashima eki */?）是一個位於日本岐阜縣羽島市舟橋町宮北一丁目，屬於名古屋鐵道羽島線的鐵路車站。新羽島站是為接續東海道新幹線的岐阜羽島站為目的而設置的車站，故鄰接之。車站編號為TH09。此站是名鐵所有車站當中位置最西的。

## 車站構造
可停靠4節編組的側式月台1面1線的高架車站。月台位於地上約7.5公尺高。開業以來閘口往月台只能使用樓梯，2019年起設立了可供15人搭乘的升降機，並無障礙化。同時一同設立多機能廁所與聲音導覽裝置等設備。廁所位於1樓，是抽水馬桶。月台上設有候車室。月台與站舍有一段距離，由設有上蓋的聯絡通道連繫。
| 路線   | 目的地             |
| ------ | ------------------ |
| 羽島線 | 笠松、名鐵岐阜方向 |

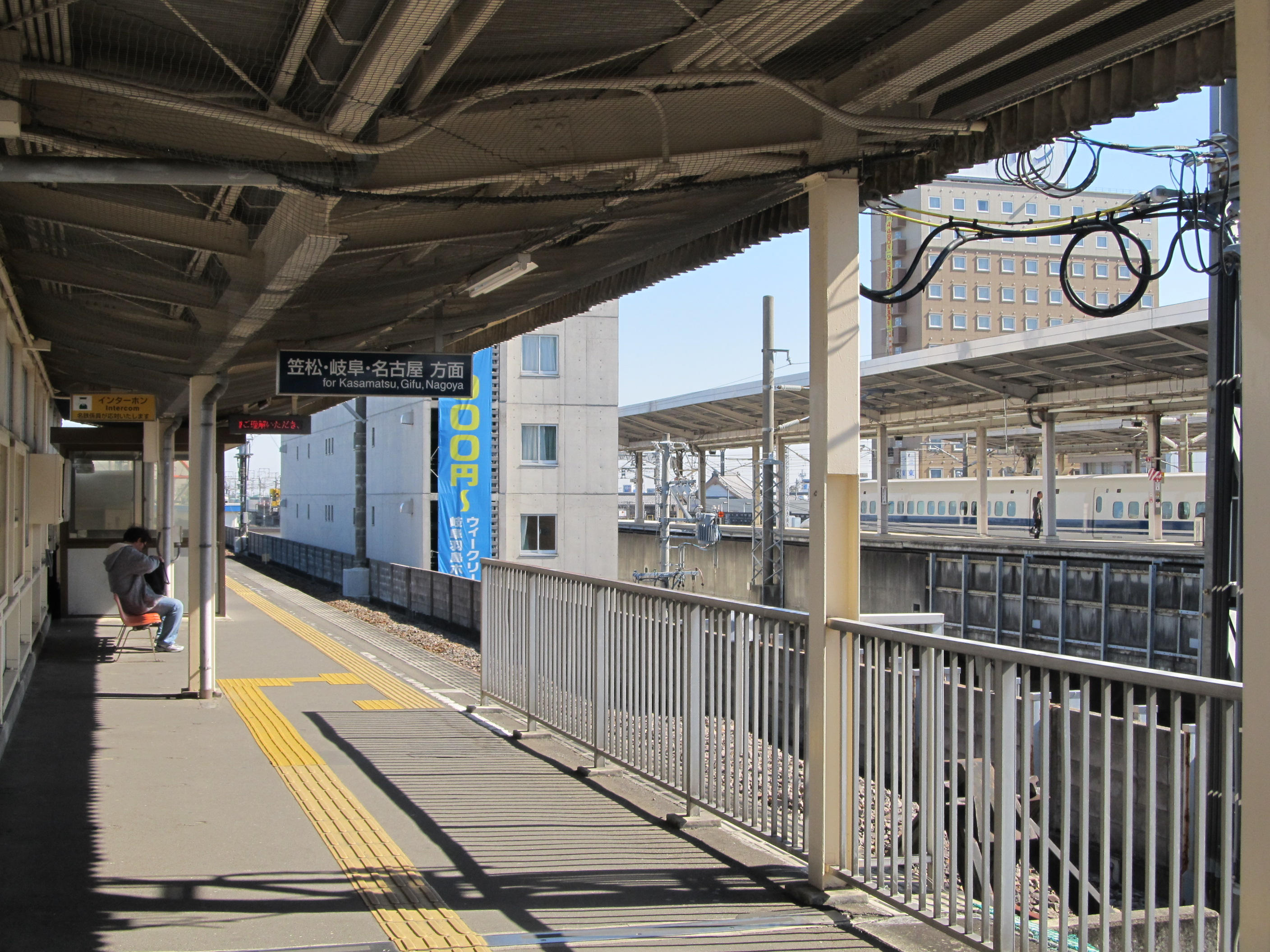
月台 （2015年3月）
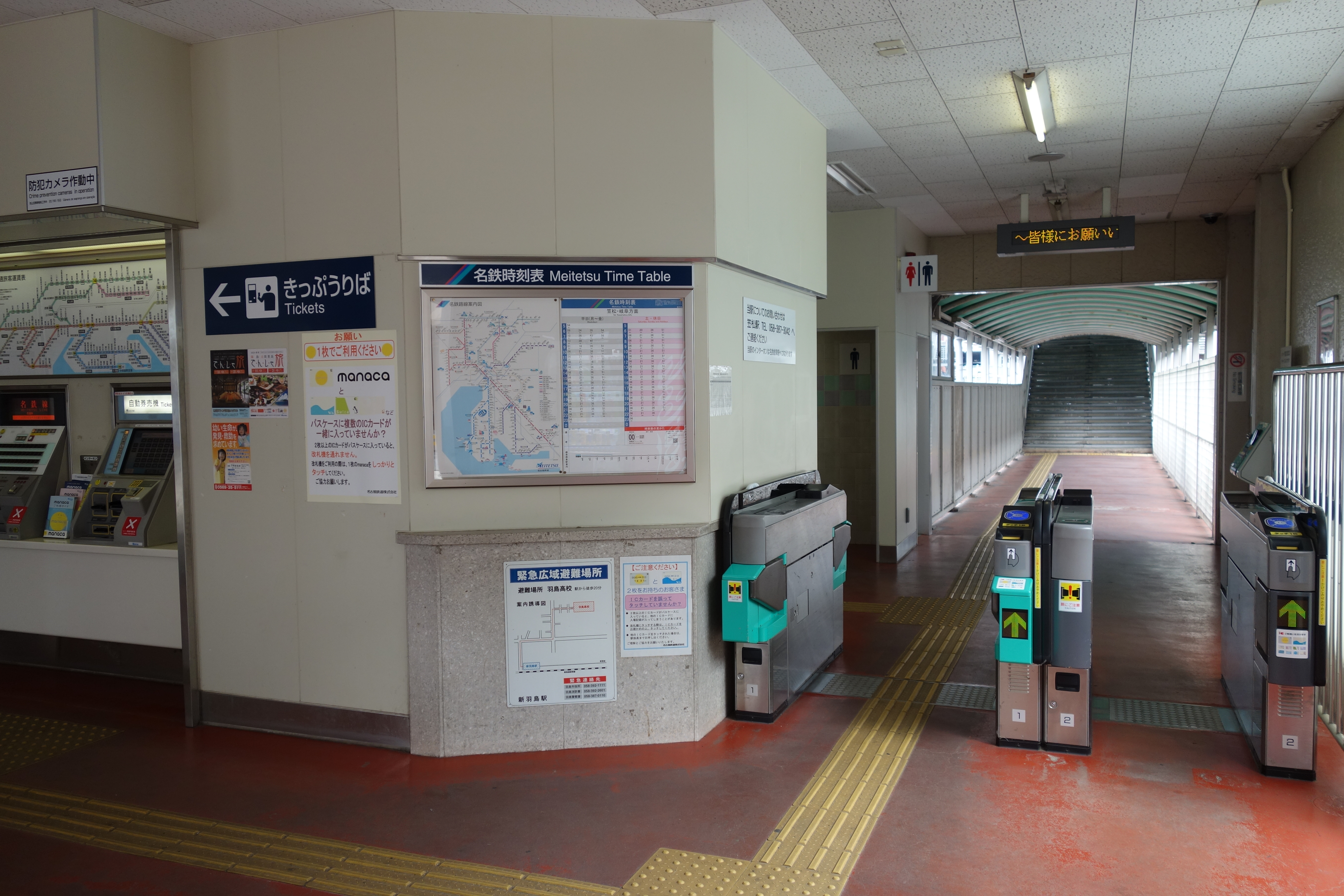
閘口 （啟用IC卡後，2013年6月）
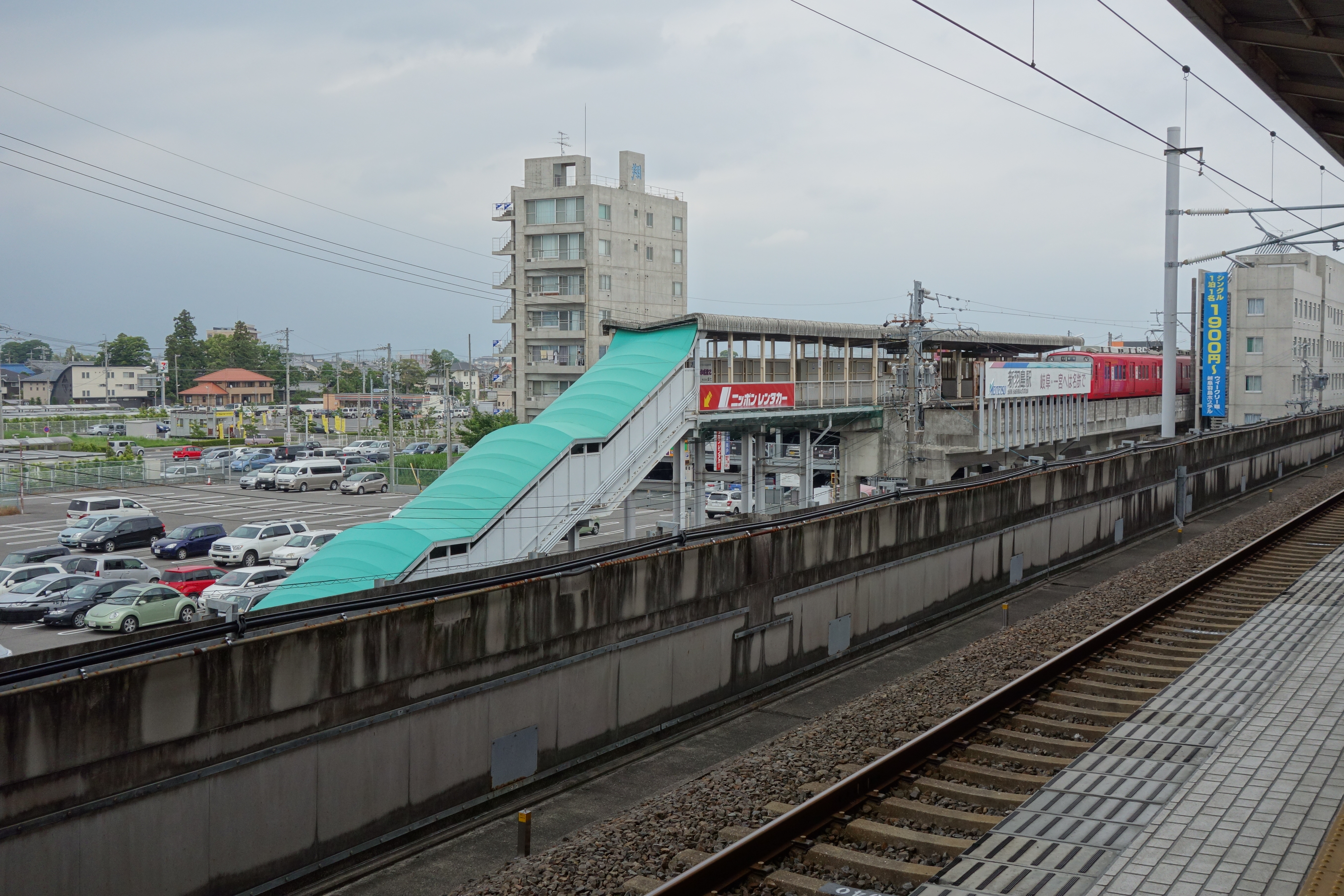
岐阜羽島站月台 （2013年6月）

### 配線圖
|                 | 新羽島站 構內配線略圖 | → 笠松、 岐阜方向 |
| 图例 参考文献： |                       |                   |

## 使用情況
| 年度               | 上車人次 | 下車人次 | 上下車人次 |
| ------------------ | -------- | -------- | ---------- |
| 2009年（平成21年） | 1,058    | 1,078    | 2,136      |
| 2010年（平成22年） | 1,102    | 1,125    | 2,227      |
| 2011年（平成23年） | 1,140    | 1,150    | 2,290      |
| 2012年（平成24年） | 1,155    | 1,163    | 2,318      |
| 2013年（平成25年） | 1,198    | 1,205    | 2,403      |
| 2014年（平成26年） | 1,211    | 1,220    | 2,431      |
| 2015年（平成27年） | 1,228    | 1,236    | 2,464      |
| 2016年（平成28年） | 1,273    | 1,289    | 2,562      |
| 2017年（平成29年） | 1,314    | 1,324    | 2,638      |
| 2018年（平成30年） | 1,339    | 1,355    | 2,694      |

## 相鄰車站
名古屋鐵道
 羽島線
江吉良（TH08）－新羽島（TH09）

## 外部連結
- 新羽島 - 名古屋鐵道